# Papuascincus morokanus
Papuascincus morokanus là một loài thằn lằn trong họ Scincidae. Loài này được Parker mô tả khoa học đầu tiên năm 1936.